# مونرو، شهرستان گرین، ویسکانسین
مونرو (به انگلیسی: Monroe) یک شهرک در ایالات متحده آمریکا است که در شهرستان گرین، ویسکانسین واقع شده‌است. مونرو ۸۵٫۶ کیلومتر مربع مساحت و ۱٬۱۴۲ نفر جمعیت دارد و ۳۰۱ متر بالاتر از سطح دریا واقع شده‌است.